# Canarium latistipulatum
Canarium latistipulatum är en tvåhjärtbladig växtart. Canarium latistipulatum ingår i släktet Canarium och familjen Burseraceae.

## Underarter
Arten delas in i följande underarter:
- C. l. latistipulatum
- C. l. mitus